# Ampelocissus hoabinhensis
Ampelocissus hoabinhensis — вид квіткових рослин з родини виноградових (Vitaceae). Ареал охоплює такі країни: Непал, В'єтнам, Китай (Юньнань). Населяє чагарники на висотах 600–800 метрів.

## Біоморфологічна характеристика
Ліана дерев'яниста; гілочки округлі в перерізі, з помітними поздовжніми гребенями, з густим, білим або коричневим павутинистим запушенням та пурпуровими щетинками; вусики трійчасті. Листя просте; прилистки опадають; ніжка листка 10–13 см завдовжки, з павутинистим запушенням та пурпуровими щетинками; листочки широкояйцеподібні, 18–22.5 × 15.5–18 см, знизу з павутинистим запушенням, базальні жилки 5–7 з коричневим павутинистим запушенням, бічні жилки 4–6 пар, прожилки виступають знизу, основа глибоко серцеподібна, край з гострими зубцями, верхівка гостра або мукронатна. Волоть нещільна, з коричневим павутинистним войлоком. Чашечка блюдцеподібної форми, гола, хвилясто-лопатева. Пелюстки еліптичні, близько 2 мм, голі. Тичинок 5; пиляки овальні. Зав'язь конічна; стовпчик довший зав'язі; приймочка помітна, розширене, 5-лопатева.